# Maginfredo I di Milano
Maginfredo I di Milano (IX secolo – Milano, 896) fu conte di Lomello e vicario imperiale di Milano dall'892 all'896.

## Biografia
Noto anche come Manfredo di Lomello, era discendente dai conti palatini di Lomello di origine franca e figlio del conte Manfredo di Mosezzo. Suo fratello Milone divenne il capostipite della famiglia veronese dei Sambonifacio.
Con diploma dell'anno 892 venne nominato conte di Milano dall'imperatore Guido II di Spoleto e si schierò contro Berengario. Alla discesa in Italia di Arnolfo di Carinzia in favore di Berengario, entrò a Milano e Maginfredo si schierò con quest'ultimo, venendo confermato nei suoi poteri nell'anno 894. Nello stesso anno Guido morì e gli succedette il figlio Lamberto, ma Maginfredo si rifiutò di riconoscerne l'autorità. Nell'anno 896 l'imperatore Lamberto cinse d'assedio di Milano che, nonostante la strenua difesa di Maginfredo, dovette soccombere. Egli fu imprigionato e quindi decapitato.

## Discendenza
Sposò Guntilda figlia del conte di Auriate ed ebbero tre figli:
- Ugo[3], fu forse l'uccisore dell'imperatore Lamberto[4][5].  È considerato il capostipite della casata ("figli di Manfredo") dei Pico della Mirandola;
- Milone (?-980/981), vescovo di Verona[6]: sostenitore, come il fratello Engelrico, di Berengario II, perse il comitato a seguito dell'ascesa di Ottone I.

- Una figlia;
- Engelrico, conte di Verona[7] dal 955 al 961: sostenitore, come il fratello Milone, di Berengario II, perse il comitato a seguito dell'ascesa di Ottone I. Forse, oltre al comitato di Verona, succedette al padre come conte di Lomello[7].